# ミルリーフ
ミルリーフ （Mill Reef、1968年 - 1986年）はアメリカで生まれ、イギリスで調教された競走馬。1970年代初頭に活躍した。
競走馬名はアンティグア・バーブーダのアンティグア島の近くにある珊瑚礁から。
タイムフォーム誌による20世紀世界の平地競走馬トップ200では第8位に選ばれている。またブリティッシュ・チャンピオンズシリーズ名誉の殿堂にも入っている。

## 生涯

### 誕生
ミルリーフは1968年2月23日、アメリカ合衆国ヴァージニア州にあるロークビ牧場で生まれた。この牧場はアメリカの富豪アンドリュー・メロンの妻がつくった牧場で、息子のポール・メロンがこの牧場を利用してサラブレッド競走馬の生産を行っていた。メロンは生産馬をイギリスとアメリカで走らせていたが、スタッフとの協議の結果ミルリーフはイギリスのイアン・ボールディングの厩舎に預けられることになった。

### 競走馬時代

#### 2歳時（1970年）
1970年5月、ミルリーフはソールズベリー競馬場で行われた芝5ハロンのレースに出走し、優勝。翌6月にはアスコット競馬場で行われたコヴェントリーステークスを2着馬に8馬身の着差をつけて優勝した。この時点でミルリーフは10年に1頭の逸材と評価されるようになった。7月にはメロンの意向によりフランスに遠征しロベールパパン賞に出走したが、その年のフランス2歳4冠馬マイスワローの前にアタマ差の2着に敗れた。その後イギリスへ戻り、ジムクラックステークス、インペリアルプロデュースステークス、デューハーストステークスと短距離のレースを3連勝した。この年のシーズンは6戦5勝で、年間獲得賞金はヨーロッパの2歳馬としては史上最高額であった。ジョッキークラブが作成した2歳フリーハンデではマイスワロー（133ポンド）に次ぐ第2位（132ポンド）の評価を得た。第3位はミドルパークステークスを優勝するなど4戦4勝のブリガディアジェラード（131ポンド）であった。

#### 3歳時（1971年）
1971年、初戦のグリーナムステークスに勝利したミルリーフは5月にイギリスクラシック三冠第1戦の2000ギニーに出走した。ミルリーフは1番人気に支持され、2番人気がマイスワロー、3番人気がブリガディアジェラードであった。レースでは逃げたマイスワローを交わしたものの後方からレースを進めたブリガディアジェラードに交わされ、3馬身差の2着に敗れた。
翌6月、ミルリーフはイギリスクラシック三冠第2戦のダービーステークスに出走した。ブリガディアジェラードはこのレースには出走せず、ミルリーフが1番人気に支持された。ミルリーフは中団からレースを進め、残り1ハロンの地点で逃げたリンデントリーを交わし、そのまま2馬身の着差をつけて優勝した。7月3日、メロンの意向によりエクリプスステークスに出走したミルリーフはサンダウン競馬場芝10ハロンのコースレコードを記録して優勝した。24日にはキングジョージ6世&クイーンエリザベスステークスに出走し、2着馬に6馬身の着差をつけて優勝した。
キングジョージ6世&クイーンエリザベスステークス優勝後休養をとったミルリーフは10月にフランスに遠征し、凱旋門賞に出走。ロンシャン競馬場芝2400mのコースレコードを記録して優勝した。この年のシーズンを6戦5勝で終えたミルリーフはヨーロッパ年度代表馬に選出され、ジョッキークラブ作成のフリーハンデで首位（133ポンド）に選ばれた。2000ギニーでミルリーフを破り6戦6勝のブリガディアジェラードは2位（129ポンド）であった。

#### 4歳時（1972年）
1972年4月、パリに滞在中だったメロンの要望により、ミルリーフはフランスに遠征しガネー賞に出走し、2着馬に10馬身の着差をつけ優勝した。その後イギリスへ戻り6月にコロネーションカップに出走したがミルリーフの調子は思わしくなく、ホメリックの追い上げをクビ差凌いで優勝した。レース後馬インフルエンザにかかっていたことが判明した。陣営はコロネーションカップの後、エクリプスステークスでブリガディアジェラードと対戦させる予定であったが、一旦引いた熱が再発したため出走を回避した。陣営は目標を凱旋門賞に置いて体勢を立て直すことにしたが8月30日、調教中に左前脚の管骨を骨折。本来であれば予後不良になってもおかしくないほどの重傷であったが、小柄で脚にかかる負担が小さかったことも幸いし、アメリカから獣医師を招いて6時間に及ぶ手術を行った結果一命を取り止めた。その後6週間絶対安静とされながらもこれを乗り切って生還を果たし、普通に歩けるまでには回復したものの、競走馬引退を余儀なくされた。

### 種牡馬時代
競走馬を引退したミルリーフはイギリスのナショナルスタッドで種牡馬となり、総額200万ポンド（1株5万ポンド×40株）のシンジケートが組まれた。ミルリーフの種牡馬成績は良好で、1978年と1987年にイギリスのリーディングサイアーとなった。2度目のリーディングサイアーは死後に獲得したもので、ミルリーフは1986年に心臓発作を起こして安楽死させられた。遺体はナショナルスタッドの敷地内に埋葬された。
シャーリーハイツ（ダービーステークス優勝。産駒スリップアンカーもダービーステークスを勝ち父子3代制覇を達成）やマグニテュード（ミホノブルボン、エルプスなどを輩出）など、産駒には種牡馬として成功した馬が複数いる。日本へはマグニテュードのほかミルジョージなどが輸入された。（子孫についてはミルリーフ系を参照）

## 血統表
| ミルリーフの血統（ネヴァーベンド系（ナスルーラ系）/ アウトブリード） | ミルリーフの血統（ネヴァーベンド系（ナスルーラ系）/ アウトブリード） | ミルリーフの血統（ネヴァーベンド系（ナスルーラ系）/ アウトブリード） | （血統表の出典）    | （血統表の出典） |
| 父 Never Bend 1960 鹿毛                                              | 父の父Nasrullah 1940 鹿毛                                            | Nearco                                                               | Pharos              | Pharos           |
| 父 Never Bend 1960 鹿毛                                              | 父の父Nasrullah 1940 鹿毛                                            | Nearco                                                               | Nogara              |                  |
| 父 Never Bend 1960 鹿毛                                              | 父の父Nasrullah 1940 鹿毛                                            | Mumtaz Begum                                                         | Blenheim            | Blenheim         |
| 父 Never Bend 1960 鹿毛                                              | 父の父Nasrullah 1940 鹿毛                                            | Mumtaz Begum                                                         | Mumtaz Mahal        |                  |
| 父 Never Bend 1960 鹿毛                                              | 父の母Lalun 1952 鹿毛                                                | Djeddah                                                              | Djebel              | Djebel           |
| 父 Never Bend 1960 鹿毛                                              | 父の母Lalun 1952 鹿毛                                                | Djeddah                                                              | Djezima             |                  |
| 父 Never Bend 1960 鹿毛                                              | 父の母Lalun 1952 鹿毛                                                | Be Faithful                                                          | Bimelech            | Bimelech         |
| 父 Never Bend 1960 鹿毛                                              | 父の母Lalun 1952 鹿毛                                                | Be Faithful                                                          | Bloodroot           |                  |
| 母 Milan Mill 1962 鹿毛                                              | 母の父Princequillo 1940 鹿毛                                         | Prince Rose                                                          | Rose Prince         | Rose Prince      |
| 母 Milan Mill 1962 鹿毛                                              | 母の父Princequillo 1940 鹿毛                                         | Prince Rose                                                          | Indolence           |                  |
| 母 Milan Mill 1962 鹿毛                                              | 母の父Princequillo 1940 鹿毛                                         | Cosquilla                                                            | Papyrus             | Papyrus          |
| 母 Milan Mill 1962 鹿毛                                              | 母の父Princequillo 1940 鹿毛                                         | Cosquilla                                                            | Quick Thought       |                  |
| 母 Milan Mill 1962 鹿毛                                              | 母の母Virginia Water 1953 芦毛                                       | Count Fleet                                                          | Reigh Count         | Reigh Count      |
| 母 Milan Mill 1962 鹿毛                                              | 母の母Virginia Water 1953 芦毛                                       | Count Fleet                                                          | Quickly             |                  |
| 母 Milan Mill 1962 鹿毛                                              | 母の母Virginia Water 1953 芦毛                                       | Red Ray                                                              | Hyperion            | Hyperion         |
| 母 Milan Mill 1962 鹿毛                                              | 母の母Virginia Water 1953 芦毛                                       | Red Ray                                                              | Infla Red F-No.22-d |                  |

- 4代母Infra Redは1939年のプリンセスエリザベスステークス勝ち馬。
- 7代母Our Lassieは1903年のオークスステークス勝ち馬。